# Йосафат Залеський
Йосафат Залеський (пол. Józafat Zaleski, лат. Josaphat Zaleski; 16 вересня 1785, Czersk — 23 січня 1868, Тернопіль) — католицький священник, єзуїт, проповідник і педагог.

## Біографія

### Білоруський етап
5 вересня 1804 року вступив до Товариства Ісуса. У 1804–1806 рр. пройшов випробування в Дінабургському навіціаті. З 1806 по 1809 рр. вивчав філософію в Полоцькому єзуїтському колегіумі. Наступні п'ять років працювали в Петербурзі професором інфіми і німецької мови (1809–1810), професором граматики, синтаксису і французької мови (1810–1812) і префектом канвікта (1812–1814).
У 1814 р. повернувся до Полоцька, де вивчав теологію (1814–1817) у Полоцькій єзуїтській академії та обійняв посаду професора російської мови і літератури (1814–1817). Після закінчення академії — професор права, дипломатії і всесвітньої історії (1817–1819) та професор римського, російського та польського публічного права (1819–1820). 23 січня 1819 р. отримав ступінь доктора теології і канонічного права.
Входив у редакційну колегію Полоцького місячника і опублікував у ньому дві роботи. Значна кількість друкувалася в московській і петербурзькій періодиках. Роботи перекладав на російську мову (наприклад, Франсуа Селестен де Луан де ла Кудр. Теоретичні і практичні заняття по спостереженню довготи в морі за допомогою відстані Місяця від Сонця або від зірок . Петербург, 1813.).

### «Австрійський» етап
Після вигнання єзуїтів з Російської імперії (1820 р.) у лютому 1821 р. переїхав до Львова, а потім до Підкамена. 9 лютого 1823 р. склав чернечі обіти. Професор латинської граматики і філології у Тернополі (1822–1832) і професор історії церкви у Новому Сончі (1832–1837). Проповідник у Львові (1837–1841) і Тернополі (1841–1848). Після початку «Весни народів» і вигнання єзуїтів з Австрійської імперії — місіонер львівського архієпископа Лукаша Баранецького (1848–1858). Незважаючи на серйозні проблеми із зором, у 1864–1867 рр. працював професором історії в Тернопільській школі-інтернаті.
Помер 23 січня 1868 року і похований у Тернополі.

## Оцінка діяльності
Станіслав Заленський, відомий історик Товариства Ісуса, віддає данину Йосафату Залеському: «Саме він спонукав мене написати свою першу книгу» Czy jezuicy zgubili Palską «і навчив цінувати білоруських єзуїтів» .